# 日峰山

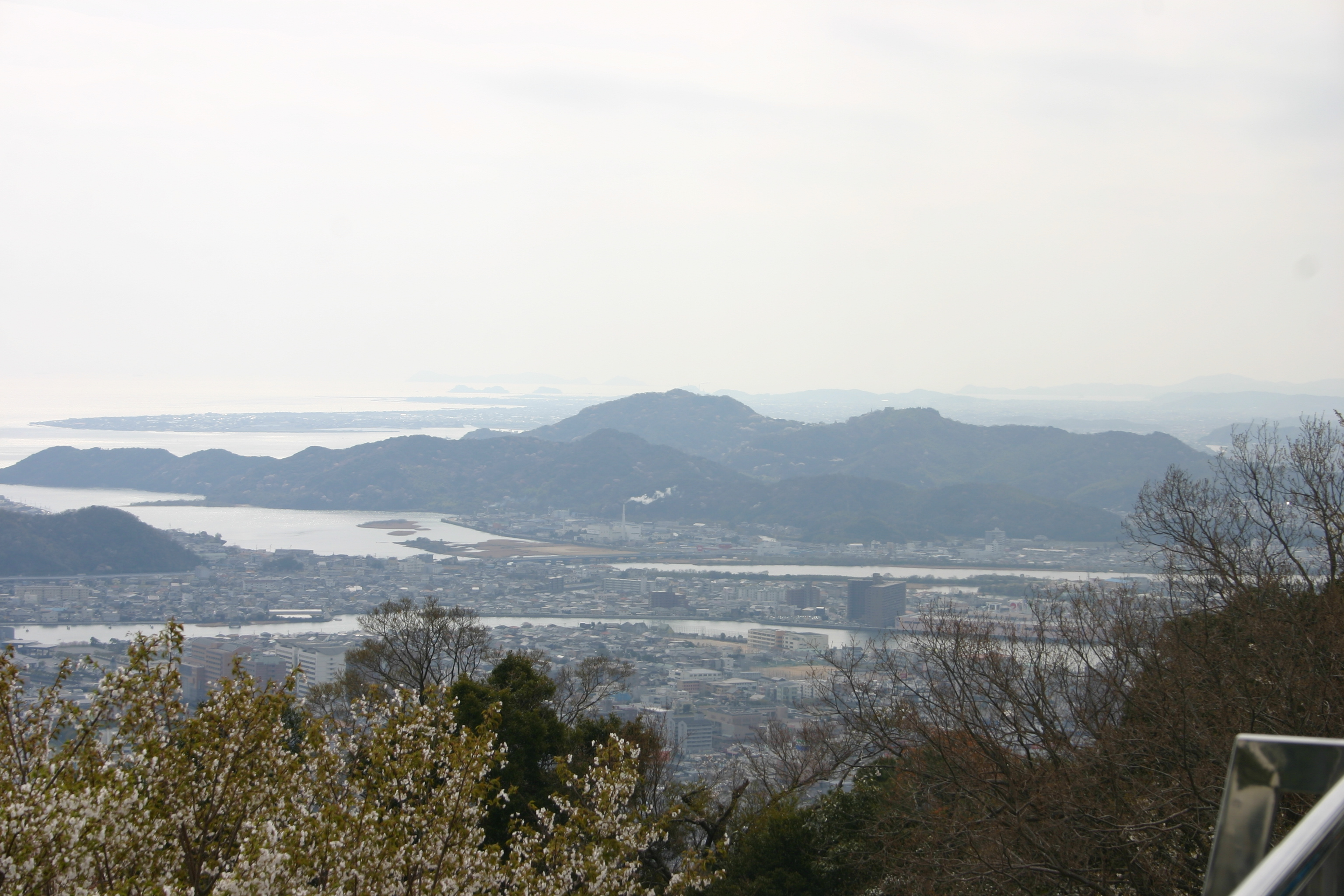
眉山から望んだ日峰山遠景

日峰山（ひのみねさん）は、徳島県徳島市と小松島市との境に位置する。標高191.6m。東西約3.5km。中津峰、津峯とともに阿波三峰のひとつ。
国土地理院による正式名は「芝山」（しばやま）。

## 地理
標高191.6m。東西約3.5km。阿波三峰のひとつである。
山頂付近には日峰神社が建立されるとともに公園が整備されている。
徒歩のみ通行が可能な山道のほか、日峯観光道路により山頂までアクセス可能であり、徳島市側と小松島市側の2ルートがある。また山頂から大神子海岸にかけて日峰大神子広域公園になっている。なお、小松島市側からのルートは急勾配の区間が長く続くので走行には注意が必要である。
「日峰新四国八十八ヵ所霊場」と呼ばれるミニ霊場がある。小松島湾近くの元根井漁港沿岸の観音波寺境内に一番霊山寺の石碑があり、東山に登る階段を上がると二番以降の霊場が頂上近くまで約1.5kmの範囲内で位置している。大正の終わり頃から整備が始まっていたが山腹の開発などの事情により中止、その後市連合老人会が明治百年（昭和42年）記念事業として霊場が設置された。
近畿地方のテレビおよびFMラジオ局の送信所が置かれている生駒山（生駒山テレビ・FM送信所）、摩耶山（摩耶山送信所）、白馬山（御坊中継局）の見通しが良い事を利用して、県内ケーブルテレビの共同受信点の一つが置かれている。